# Saint-Bonnet-le-Bourg
Saint-Bonnet-le-Bourg è un comune francese di 154 abitanti situato nel dipartimento del Puy-de-Dôme nella regione dell'Alvernia-Rodano-Alpi.

## Società

### Evoluzione demografica
Abitanti censiti